# C'era una volta la fattoria
C’era una volta la fattoria è stato un programma televisivo italiano andato in onda su Rete 4 sabato 12 e 19 gennaio 2002 alle ore 18:00 con la conduzione di Rita dalla Chiesa.

## Regolamento
Il regolamento prevede che un nucleo familiare allargato (composto da genitori, figli, nonni e zii) abbandoni le comodità della vita abituale per vivere in una fattoria con solo gli oggetti essenziali. Ogni settimana si svolgono delle prove che riguardano la vita quotidiana in una fattoria, o almeno ciò che l'immaginario collettivo ritiene tali.

## Storia
La prima ed unica stagione ha avuto come location la Toscana ed era ambientata nel 1870. Ne furono realizzare solo due puntate, infatti esse erano puntate pilota di un format che sarebbe dovuto poi continuare. A causa del poco successo di pubblico riscontrato ciò non avvenne più. Due anni dopo però ne fu realizzata una versione vip intitolata La Fattoria in onda su Italia 1 che ebbe invece molto successo e continuò per altre 3 stagioni.